# Keizerlijke Gemalin Shu Jia

Shu Jia

Keizerlijke gemalin Shu Jia (Chinees: 淑嘉皇贵妃) (1713 - februari 1755) kwam van de Koreaanse Gin stam (金). Zij was de dochter van San Bao (三保) en zuster van Gin Jaan (金简) die minister was. Haar familie was een bondgenoot van de Mantsjoe Aisin Gioro stam en kreeg door haar vele prestiges later de geëerde stamnaam Gingiya (金佳).
Toen in 1735 keizer Yongzheng stierf wilde haar vader eer betonen. Zijn aanvraag om zijn post te verlaten werd door de nieuwe keizer afgewezen. De keizer schreef:
- Je moet geen speciale privileges van mij verwachten omdat je dochter hier in het paleis is. Je moet rekening houden met alles, wees trouw aan je werk en heb geen persoonlijke wensen.

## Biografie
Dame Gin betrad de keizerlijke harem van de toen prins Hongli ergens tussen de jaren 1722 en 1735. Toen in 1735 keizer Yongzheng stierf werd Hongli gekroond tot keizer Qianlong. Als een van zijn bijvrouwen kreeg zij de titel Gemalin Jia (嘉妃) en werd zij later gepromoveerd tot bijvrouw tweede rang (嘉贵妃). Jia overleed in het twintigste regeringsjaar van keizer Qianlong. Na haar dood werd zij begraven in het Yuling mausoleum en werd haar de geëerde titel "keizerlijke gemalin Shu Jia" geschonken.

## Kinderen
Shu Jia baarde 4 zonen van wie 3 volwassen werden:
1. prins Yong Cheng (永城) (21/2/1739 - 5/4/1777).
2. prins Yong Xuan (永璇) (31/8/1746 - 1/9/1832).
3. negende zoon van de keizer Qianlong (2/8/1748).
4. prins Yong Xing (永瑆) (22/3/1752 - 10/5/1823).